# 月形希蛛
月形希蛛（学名：Achaearanea lunata）为球蛛科希蛛属的动物。分布于日本以及中国大陆的等地。